# Pointless
Pointless è un singolo del cantante britannico Lewis Capaldi, pubblicato il 2 dicembre 2022 come secondo estratto dal secondo album in studio Broken by Desire to Be Heavenly Sent.

## Video musicale
Il video è stato pubblicato il 16 dicembre 2022 sul canale YouTube.

## Tracce
1. Pointless – 3:49